# Schjellerup (cràter)

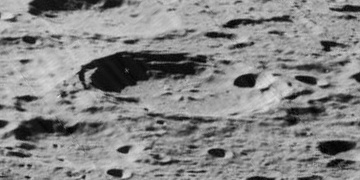
Imatge obliqua de la missió Lunar Orbiter 5, mirant a l'oest

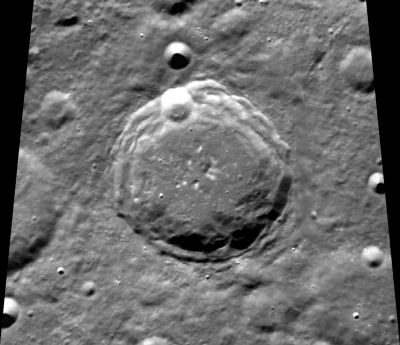
Fotografia de la missió Clementine (1994)

Schjellerup és un cràter d'impacte que es troba en les latituds més al nord de la cara oculta de la Lluna, al sud-oest de Karpinskiy de major grandària, i al nord-est de Gamow. Al nord-oest de Schjellerup està el cràter Seares i al sud-sud-est es troba Avogadro.
Es tracta d'un cràter raonablement ben conservat que ha sofert només un grau marginal de desgast per impactes posteriors. L'impacte de superposició més notable és un cràter en forma de copa en la paret interior nord-nord-oest. El contorn de la vora apareix ben definit, encara que les parets interiors tenen els característics terraplenats. El sòl interior és relativament anivellat, amb l'excepció d'alguns pujols baixos agrupats al voltant del punt central.

## Cràters satèl·lit
Per convenció aquests elements són identificats en els mapes lunars posant la lletra en el costat del punt central del cràter que està més proper a Schjellerup.
|             | \| Schjellerup \| Coordenades \| Diàmetre \| \| ----------- \| -------------------------------------- \| -------- \| \| H \| 68° 30′ N, 167° 24′ E / 68.5°N,167.4°E \| 21 km \| \| J \| 68° 06′ N, 161° 24′ E / 68.1°N,161.4°E \| 37 km \| \| N \| 66° 36′ N, 154° 18′ E / 66.6°N,154.3°E \| 38 km \| \| R \| 68° 42′ N, 152° 12′ E / 68.7°N,152.2°E \| 54 km \| |          |
| Schjellerup | Coordenades | Diàmetre |
| H           | 68° 30′ N, 167° 24′ E / 68.5°N,167.4°E | 21 km    |
| J           | 68° 06′ N, 161° 24′ E / 68.1°N,161.4°E | 37 km    |
| N           | 66° 36′ N, 154° 18′ E / 66.6°N,154.3°E | 38 km    |
| R           | 68° 42′ N, 152° 12′ E / 68.7°N,152.2°E | 54 km    |